# Karangbale
Karangbale is een bestuurslaag in het regentschap Brebes van de provincie Midden-Java, Indonesië. Karangbale telt 5763 inwoners (volkstelling 2010).